# Josef Klíma (Basketballspieler, 1911)
Josef Klíma (* 3. Juni 1911 in Karlsbad, Österreich-Ungarn, heute Tschechien; † 16. Februar 2007 ebenda) war ein tschechoslowakischer Volleyball- und Basketballspieler, Teilnehmer an den Olympischen Spielen 1936 und an zwei Europameisterschaften. Nach seiner Karriere blieb er als Trainer und Sportbeauftragter im Basketballbereich tätig.

## Leben
Er absolvierte das Gymnasium in Jirásek und studierte im Anschluss an der Medizinischen Fakultät der Karlsuniversität in Prag. Von 1955 bis 1980 war er Leiter der Orthopädischen Abteilung in Karlsbad. Dort gründete er eine Medizinische Sportklinik und 1954 eine Rehabilitationsabteilung.
In seiner Jugend war er aktiver Volleyball- und Basketballspieler. Als Volleyballspieler spielte er für die Straka Academy, den VS Marathon und den SK Slavia. Er war dreimal Volleyballmeister der Tschechoslowakei im klassischen Volleyball mit sechs Spielern und viermal im Männer- und einmal mit gemischten Paaren. Bei der Basketball-Europameisterschaft 1935 gewann er mit seinem Team die Bronzemedaille.
Er starb 2007 mit 95 Jahren.